# Дульнозарядное ружьё
Дульнозарядное ружьё — ружьё (длинноствольное огнестрельное оружие), заряжаемое с дула (со ствола). 
В средние века так заряжалось все огнестрельное оружие до появления казнозарядных систем, под унитарный патрон. Главным недостатком заряжания с дула была необходимость продвижения заряда и пули через весь ствол, длина которого превышала полметра. По этой же причине сдерживалось развитие нарезного оружия: поскольку диаметр пули должен быть больше нарезов, то досылка пули, завёрнутой в кусочек кожи, была тугой и долгой. Также существовала опасность двойного заряжания — если стрелок забывал, что оружие уже заряжено, и заряжал его ещё один раз, то при выстреле ружье разрывало, что приводило к травмам или смерти стрелка.
Сейчас с дула заряжается ограниченное число систем, исключительно короткоствольных и не называющихся «ружьем».

## История
В ранних образцах оружия, заряжающегося с дула, порох после отмеривания заряда засыпался в ствол, загонялся с помощью шомпола пыж, затем досылалась пуля. 
Стремление к скорострельности привело в XVII веке к изобретению патрона — комплекта для производства выстрела, когда заряд пороха помещался в бумажную оболочку, к которой присоединялась и пуля. При заряжании стрелок разрывал бумажную оболочку, высыпал порох в ствол оружия, использовал бумагу в качестве пыжа и досылал сверху пулю.
К XVIII — началу XIX века на вооружении многих европейских армий и флотов появились первые массовые образцы нарезного оружия. Так как ими вооружали лёгкую пехоту (стрелков, егерей), действующую в рассыпном строю и редко вступающую в штыковой бой, такое оружие делали сравнительно коротким и лёгким для удобства в обращении, а также облегчения заряжания нарезного ствола с дула. Так пехотное стрелковое оружие со временем разделилось на длинные, тяжёлые гладкоствольные мушкеты, в русской армии называвшиеся «ружьями», и более короткие и прикладистые винтовки, или штуцеры, приспособленные для ведения меткого огня на большие дальности.
Скорострельность штуцеров была изначально в несколько раз ниже, чем у гладкоствольных ружей, поскольку пулю приходилось досылать в ствол очень туго (иначе не обеспечивалась достаточная обтюрация), на что уходило до нескольких минут.
В 1847 году французский капитан К. Минье предложил пулю так называемого расширительного типа, которая настолько упростила заряжание нарезного ружья с дула, что им вскоре вооружились большинство европейских армий. Пуля Минье, сделанная из свинца, имела сзади коническую выемку, в которую вставлялась коническая железная чашечка, не доходящая до дна выемки. При выстреле чашечка, будучи значительно легче пули, получала большее ускорение и доходила до дна выемки, расширяя мягкую пулю и вгоняя её в нарезы.
После австро-прусской кампании 1866 года всюду перешли к унитарным патронам и винтовкам, заряжающимся с казны.

## История применения
- Ручница (пищаль)
- Аркебуза — гладкоствольное, фитильное дульнозарядное ружьё, один из первоначальных образцов ручного огнестрельного оружия, появившийся в первой трети XV. Заряжалась с дула каменными, а затем свинцовыми пулями. Пороховой заряд поджигался от руки через затравочное отверстие в стволе.
- Мушкет — ручное огнестрельное оружие XVI века, появившееся первоначально в Испании в 1521 году и заменившее более примитивную аркебузу.
- С конца XVII века мушкеты стали массово заменять более лёгким оружием весом около 5 кг и калибром 19-20 и менее миллиметров с кремнёвыми замками. В России этот новый вид облегчённого оружия сначала назвали фузеей — от фр. fusil, видимо, через посредство пол. fuzja, а затем, в середине XVIII века, переименовали в ружьё.